# (15512) Snyder
(15512) Snyder est un astéroïde de la ceinture principale.

## Description
(15512) Snyder est un astéroïde de la ceinture principale. Il fut découvert le 18 octobre 1999 à l'Observatoire Junk Bond par Jeffrey S. Medkeff et David B. Healy. Il présente une orbite caractérisée par un demi-grand axe de 3,04 UA, une excentricité de 0,02 et une inclinaison de 13,8° par rapport à l'écliptique.

## Compléments